# Ethminolia
Ethminolia là một chi ốc biển, là động vật thân mềm chân bụng sống ở biển trong họ Trochidae, họ ốc đụn.

## Các loài
Các loài trong chi Ethminolia gồm có:
- Ethminolia akuana Raines, 2007[2]
- Ethminolia bysma Herbert, 1992
- Ethminolia doriae (Caramagna, 1888)[3]
- Ethminolia durbanensis (Kilburn, 1977)
- Ethminolia elveri Cotton & Godfrey, 1938[4]
- Ethminolia glaphyrella (Melvill & Standen, 1895)
- Ethminolia gravieri (Lamy, 1909)
- Ethminolia hemprichi Issel, 1869[5]
- Ethminolia hornungi (Bisacchi, 1931)[6]
- Ethminolia impressa (G. Nevill & H. Nevill, 1869)
- Ethminolia iridifulgens (Melvill, 1910)[7]
- Ethminolia nektonica (Okutani, 1961)[8]
- Ethminolia probabilis Iredale, 1924[9]
- Ethminolia sculpta (G.B. Sowerby, 1897)
- Ethminolia vitiliginea (Menke, 1843)[10]

Species brought into synonymy
- Ethminolia stearnsii (Pilsbry, 1895)[11]: synonym of Sericominolia stearnsii (Pilsbry, 1895)